# 福重団地
福重団地（ふくしげだんち）は福岡県福岡市西区の町名であり、また住宅団地（市営住宅）の名称でもある。面積は5.26ヘクタール。2023年3月末現在の人口は1,277人。郵便番号は819-0023。

## 地理
福岡市の中心とされる中央区天神の西側、西区の東部、室見川の西岸に位置する。北で福重と、西で室見川を介して早良区小田部と、南及び東で福重と隣接する。町域内は主に住宅地（公営住宅）として利用される。所在地は、〒819-0023福岡県福岡市西区福重団地（福重団地 - Google マップ）。

### 河川
町域の河川については、東側に接して室見川（二級河川）が流れる。

主な河川の写真
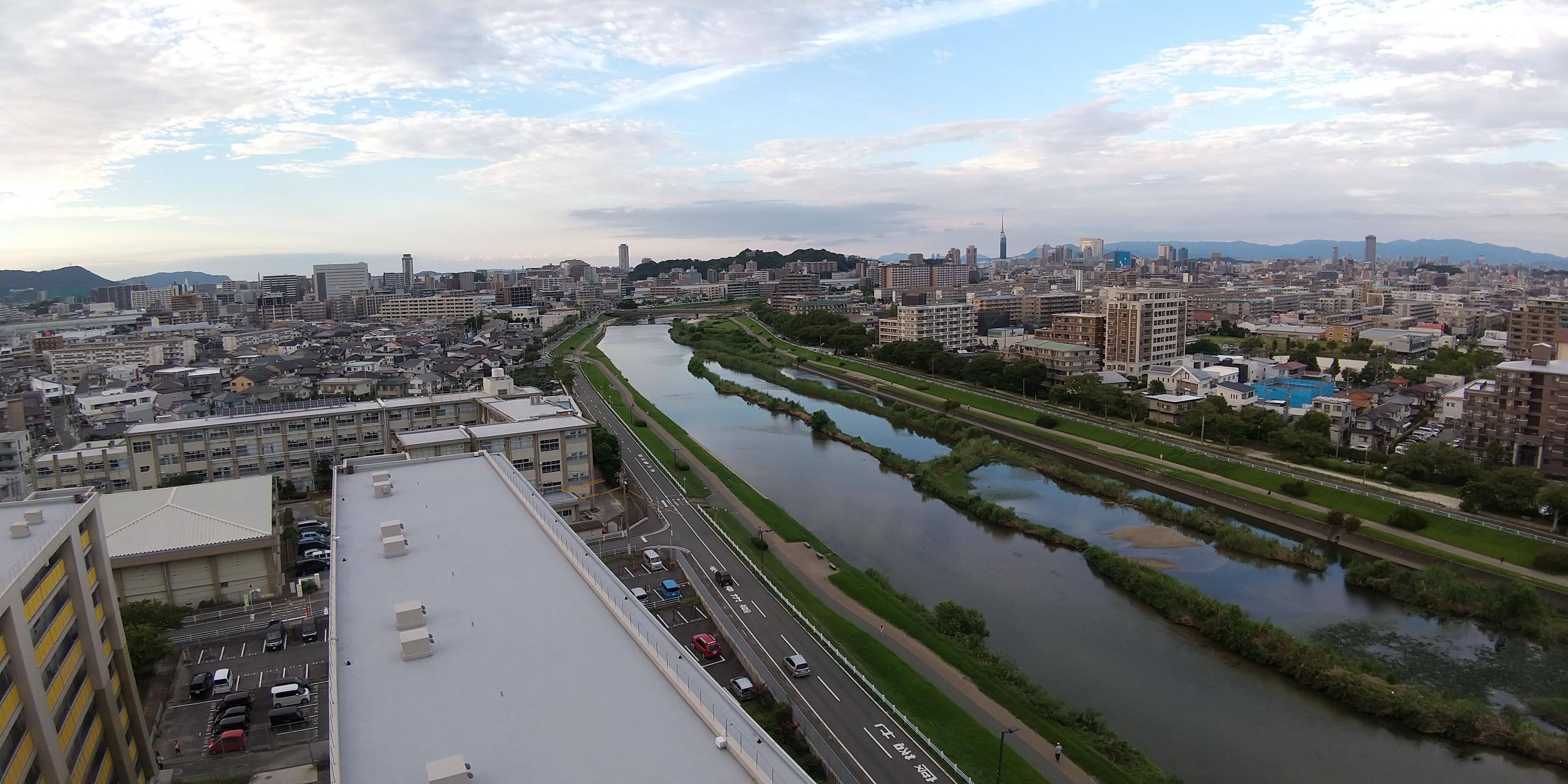
室見川（福重住宅6号棟からの眺め）
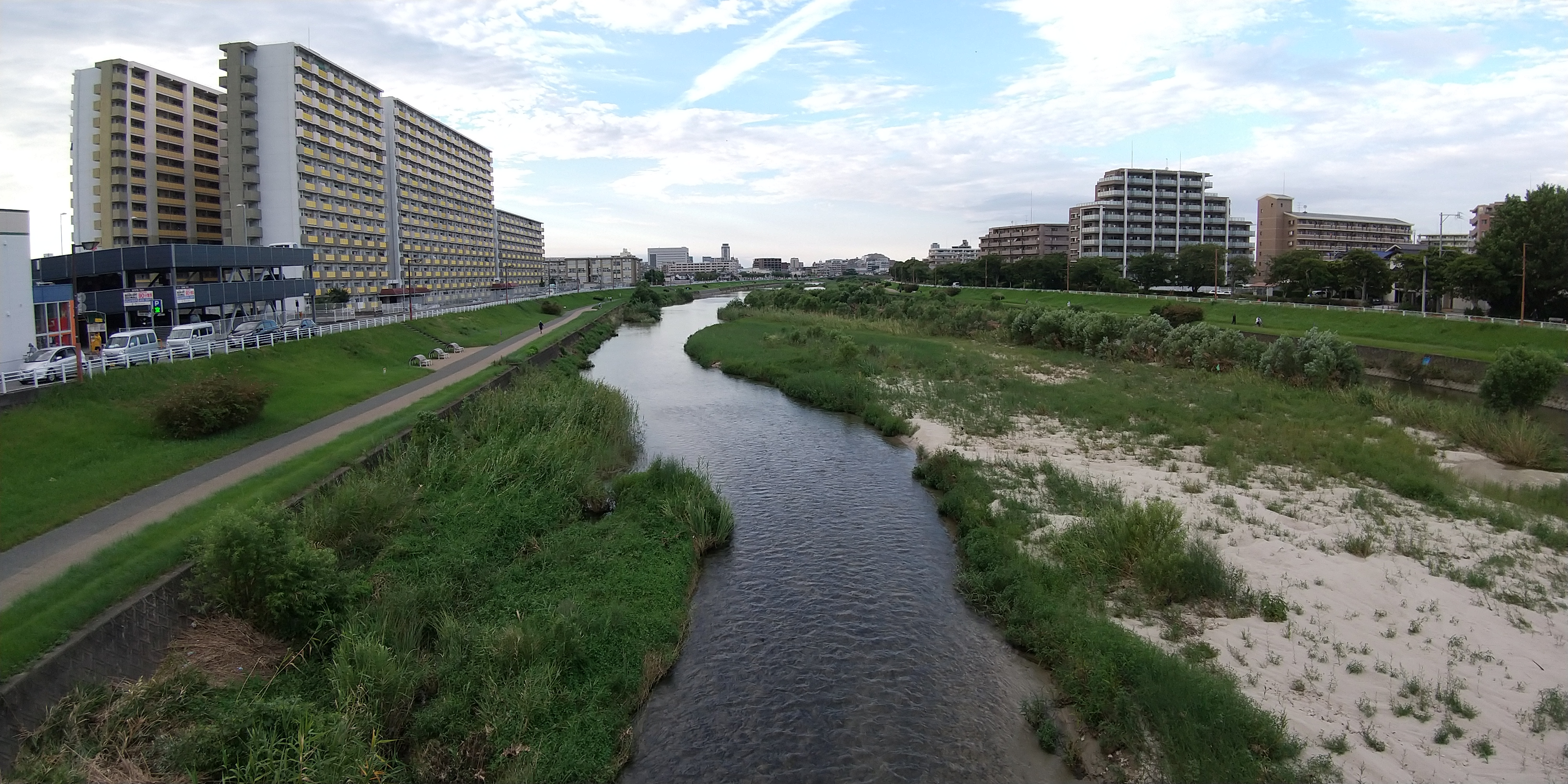
室見川（小田部大橋の下流側、左：西区福重及び福重団地、右：早良区小田部）
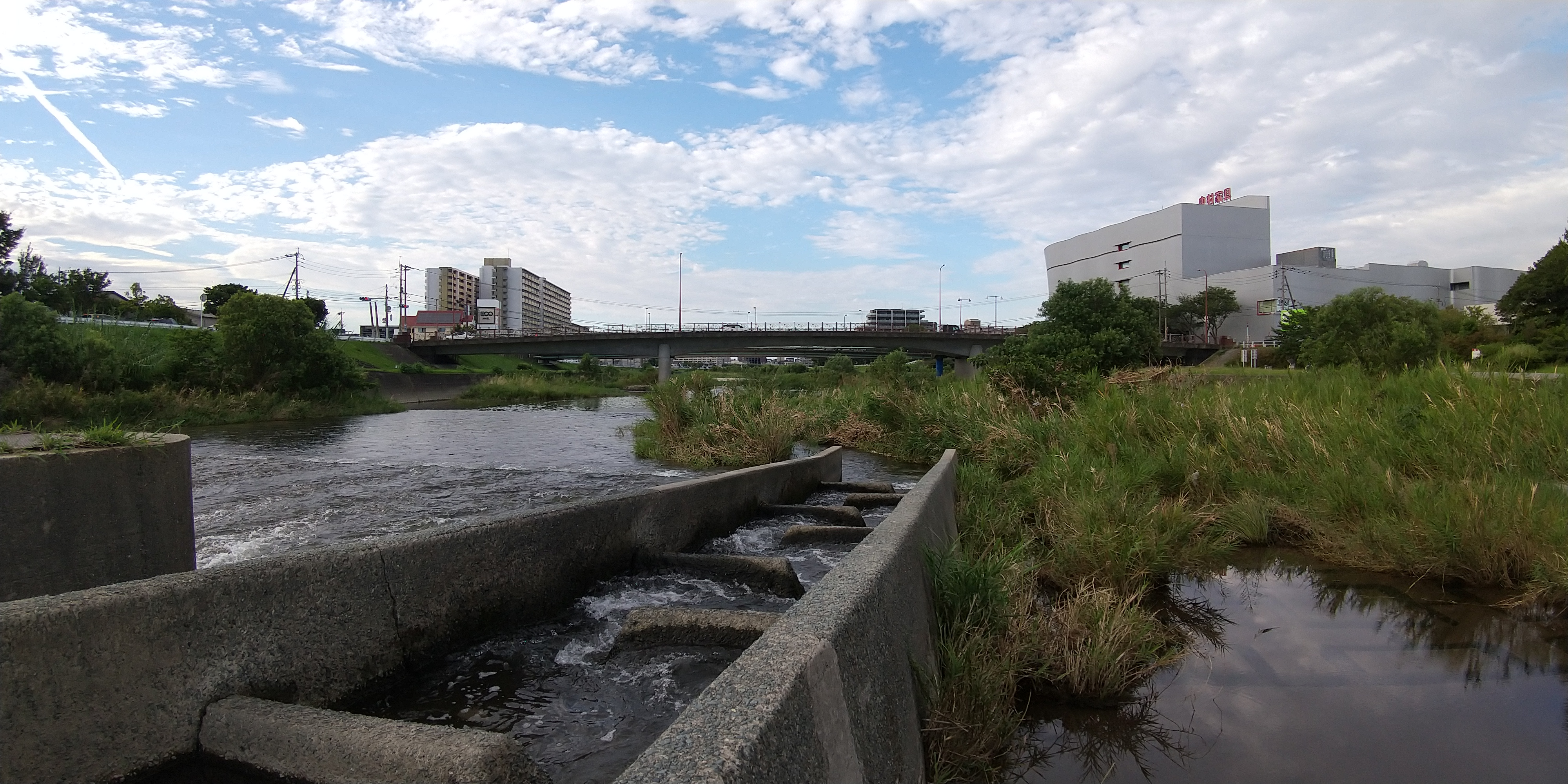
室見川（浜井手堰の下流側、左：西区福重及び福重団地、右：早良区小田部）

### 都市計画
都市計画に関しては、「福岡市都市計画マスタープラン」において定められた方針については次のとおりである。室見川の河川沿いが散策・憩いの場となるとともに、緑と広がりのある景観が連続したゆとりと潤いのある水辺空間として「河川緑地軸」に位置付けられている。土地利用については、「低中層住宅地」として位置づけられた地域である。用途地域は、ほぼ全域が第一種中高層住居専用地域に指定されている。

## 沿革
1978年（昭和53年）に福岡市西区の町名として制定された。もとは西区福重・小田部（ともに大字）の各一部。かつては室見川に隣接する水田であったが、昭和50年代に入り、国道202号バイパス今宿新道が整備されると、市によって15階・9階建の高層住宅を含む共同住宅が建設された。室見川には小田部大橋が架かり、国道202号が繋がることにより、天神などの都心部への交通の便も良くなった。1979年（昭和54年）に共同住宅の竣工と併せて、福重四丁目に福重小学校が開校した。

## 共同住宅の概要
共同住宅（福岡市営福重住宅）の概要は次の通り。竣工年度：1977年（昭和52年）及び1978年（昭和53年）
- 福重団地一区（1号棟から3号棟まで、福重団地772号線の西側）

| 住棟名    | 面積(m2) | 竣工年月日              | 階数 | 位置 |
| --------- | -------- | ----------------------- | ---- | ---- |
| 福重1号棟 | 2,911.00 | 1978年(昭和53年)3月31日 | 5    | 南側 |
| 福重2号棟 | 2,328.80 | 1977年(昭和52年)3月31日 | 5    | 西側 |
| 福重3号棟 | 1,282.20 | 1977年(昭和52年)3月31日 | 5    | 北側 |

- 福重団地二区（4号棟から9号棟まで[注釈 1]、福重団地772号線の東側）

| 住棟名    | 面積(m2)  | 竣工年月日              | 階数 | 位置       |
| --------- | --------- | ----------------------- | ---- | ---------- |
| 福重4号棟 | 5,602.05  | 1977年(昭和52年)3月31日 | 15   | 西列の南側 |
| 福重5号棟 | 12,253.90 | 1977年(昭和52年)3月31日 | 15   | 東列の南側 |
| 福重6号棟 | 26,095.36 | 1977年(昭和52年)3月31日 | 15   | 東列の中間 |
| 福重7号棟 | 11,751.14 | 1977年(昭和52年)3月31日 | 15   | 西列の中間 |
| 福重8号棟 | 8,065.83  | 1978年(昭和53年)3月31日 | 9    | 西列の北側 |
| 福重9号棟 | 6,170.61  | 1978年(昭和53年)3月31日 | 9    | 東列の北側 |

国道202号（通称今宿新道）より小田部大橋西の室見川沿岸に川と並行に「団地二区」、その西側に「団地一区」がある。福岡市の人口の増加に伴い建設された市営住宅であり、竣工より数年前は、1975年の地図などで確認できる通り、福重四丁目に住宅が立ち並ぶだけで、空き地が目立っていた。

## 人口
福重団地の人口の推移を福岡市の住民基本台帳（公称町別）に基づき示す（単位：人）。集計時点は各年9月末現在である。
- 2001年（平成13年）：1,980
- 2002年（平成14年）：1,927
- 2003年（平成15年）：1,900
- 2004年（平成16年）：1,901
- 2005年（平成17年）：1,852
- 2006年（平成18年）：1,846
- 2007年（平成19年）：1,772
- 2008年（平成20年）：1,742
- 2009年（平成21年）：1,692
- 2010年（平成22年）：1,664
- 2011年（平成23年）：1,638
- 2012年（平成24年）：1,628
- 2013年（平成25年）：1,598
- 2014年（平成26年）：1,566
- 2015年（平成27年）：1,546
- 2016年（平成28年）：1,537
- 2017年（平成29年）：1,479
- 2018年（平成30年）：1,451
- 2019年（令和元年）：1,394
- 2020年（令和2年）：1,345
- 2021年（令和3年）：1,319
- 2022年（令和4年）：1,280

## 交通
- 西鉄バス 小田部大橋前
- 西鉄バス 福重3丁目、新室見
- 福岡市営地下鉄の室見駅、姪浜駅よりそれぞれ南へ徒歩25分程

## 施設
- 福重東公園（街区公園、面積：2,000平方メートル）

## 校区
小学校・中学校については町内には存在しないが、校区については、次の学校の校区に属する。
- 福岡市立福重小学校（西区福重四丁目25番1号）
- 福岡市立内浜中学校（西区内浜一丁目12番1号）